# أمن عام

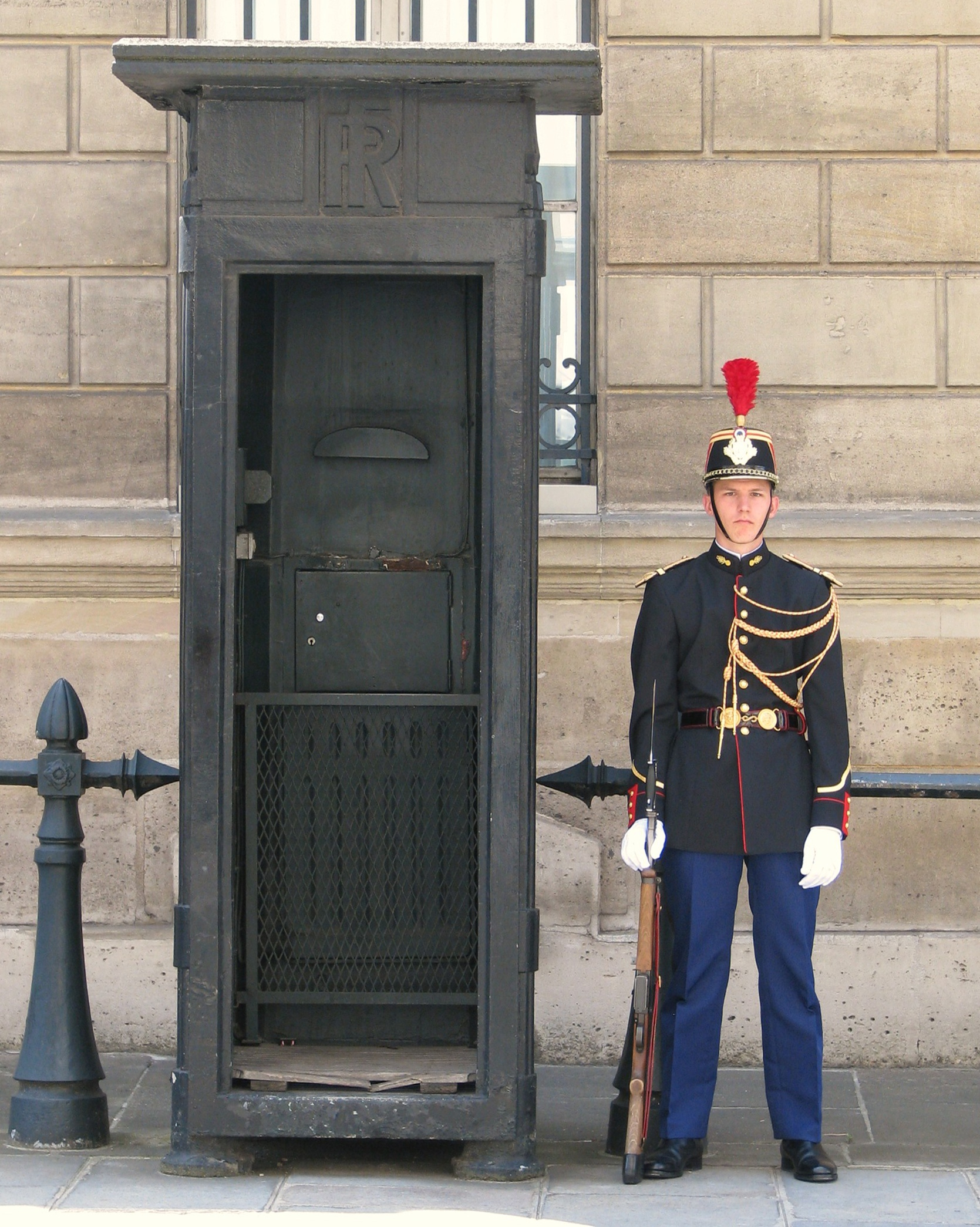

الأمن العام أو الأمن العمومي هو وظيفة الحكومات التي تضمن من خلالها حماية المواطنين والمنظمات والمؤسسات ضد التهديدات التي تواجه سلامتهم ورفاهية مجتمعاتهم.
ففي فيتنام، يطلق على الشرطة السرية مجازًا اسم «الأمن العام».
وللوفاء بالتحديات المتزايدة في مجال الأمن العام، يمكن أن تستفيد المؤسسات والمنظمات العامة المسئولة عن هذا الدور من الاستخبارات الخاصة بها للتعامل على نحو ناجح مع التهديدات المحتملة بشكل مسبق. حيث تقوم بتحسين الهياكل الداخلية الخاصة بها، وتستفيد من التعاون، كما تقوم بموازنة التكاليف والامتيازات الخاصة بالإجراءات التي تصدرها بعناية.

## إطار العمل
يصعب منع الجريمة المنظمة والإرهاب الدولي من خلال العوائق الجغرافية أو اللغوية أو المالية. وتصب العقبات الإدارية والمتعلقة بالكفاءة في صالح هذه الجرائم.
وقد ساهمت تلك الأخيرة بشكل كبير في أن يصبح الأمن العام موضوعًا سياسيًا واقتصاديًا هامًا، على الصعيد الدولي والمحلي. ويتعاون السياسيون والمنظمات العامة والشركات عن كثب لضمان الأمن العام والحفاظ على بيئة مستقرة من أجل تحقيق الرخاء الاقتصادي.
ورغم أن الأمن العام يساهم بشكل كبير في جاذبية المكان وإنتاجية الناس المقيمين به وبالتالي النجاح الإجمالي للاقتصاد، فإن هذا القطاع يعاني بشكل متكرر من الميزانيات الضعيفة ومن الموارد المحدودة ومن أنظمة المعلومات غير الكافية. وتمثل الأحداث الضخمة والأوبئة والحوادث الخطيرة والكوارث البيئية والهجمات الإرهابية المزيد من التهديدات إلى الأمن والنظام العامين.
ومع ذلك، يجب على الشرطة الفيدرالية وسلطات حرس الحدود التحقق من تأمين الدولة كمطلب جوهري لكي يمكن تفعيل القدرات السياسية المحلية. وقد تغيرت جودة ونطاق التهديدات السياسية بشكل كبير، كما تغير، بناءً على ذلك، إطار العمل العام للشرطة والشرطة الفيدرالية وسلطات حرس الحدود.

### على المستوى الوطني
- الوزارات الفيدرالية، مثل وزارة الداخلية أو العدل أو الأمن العام
- إدارة التحقيقات الجنائية الفيدرالية
- الشرطة الفيدرالية / مكتب التحقيقات الفيدرالي (FBI)
- الإدارة الفيدرالية للجمارك وحرس الحدود / إدارة حماية الجمارك والحدود الأمريكية
- الوكالة الفيدرالية لإدارة الطوارئ (FEMA)
- الوكالة الفيدرالية للإغاثة الفنية

### على المستوى الإقليمي
- شرطة الولاية أو شرطة الأقاليم، مثل شرطة ولاية ماساتشوستس، في ولاية ماساتشوستس (الولايات المتحدة)
- شرطة المقاطعات على سبيل المثال إدارة الشرطة في مقاطعة فيرفاكس، في ولاية فيرجينيا (الولايات المتحدة)
- شرطة المدينة، على سبيل المثال إدارة شرطة برايان، ولاية تكساس (الولايات المتحدة)
- إدارة عمدة المدينة

### على المستوى المحلي
- مكتب العمدة / الحكومة المحلية
- سلطة أو إدارة الشرطة المحلية
- فرقة الإطفاء
- مكتب الشئون العامة البلدية

## القطاعات الفرعية
في إطار الأمن العام، هناك خمسة قطاعات فرعية:

### فرض القانون
خدمات الشرطة:
- الشرطة القومية / الفيدرالية
- الشرطة الإقليمية / المحلية

### مشاركة الاستخبارات والمعلومات
- خدمات الاستخبارات
- الاستخبارات / خدمات تقصي الحقائق

### إدارة الطوارئ
خدمات الطوارئ:
- الشرطة
- إدارة الإطفاء
- خدمات الطوارئ الطبية
- الإنقاذ

### العدالة
خدمات العدالة:
- وزارة العدل
- المحاكم
- القضاة
- السجون
- الطب الشرعي

الخدمات الداخلية:
- سلطات المواني والحدود
- حرس السواحل
- خدمات العملاء

## الأمن العام العالمي
- دائمًا يكون هناك مناطق ساخنة وأزمات بشكل مستمر تمثل تحديات جديدة للأمن العام على الصعيد العالمي
- يصبح التعاون الدولي في كل المجالات المتعلقة بالأمن العام أكثر أهمية بسبب التهديدات العالمية
- رؤية السياسة والصناعة هي الدمج التام لكل المنظمات والأنظمة
- تنعكس هذه الرؤية في الاستثمارات الماضية والحالية والمتوقعة في المستقبل
- تخضع المؤتمرات والمعارض الدولية كذلك لموضوعات التكامل / التعاون المثالي

## وصلات خارجية
- Murray N. Rothbard: The Public Sector, III: Police, Law, and the Courts aus For a New Liberty: The Libertarian Manifesto

1. ↑  "معلومات عن أمن عام على موقع thes.bncf.firenze.sbn.it". thes.bncf.firenze.sbn.it. مؤرشف من الأصل في 2019-12-09.
2. ↑  "معلومات عن أمن عام على موقع id.ndl.go.jp". id.ndl.go.jp. مؤرشف من الأصل في 2020-01-29.
3. ↑  "معلومات عن أمن عام على موقع id.loc.gov". id.loc.gov. مؤرشف من الأصل في 2019-12-09.